# Mamou (Louisiana)
Mamou és una població dels Estats Units a l'estat de Louisiana. Segons el cens del 2000 tenia 3.566 habitants.

## Demografia
Segons el cens del 2000, Mamou tenia 3.566 habitants, 1.426 habitatges, i 902 famílies. La densitat de població era de 976,5 habitants/km².
Dels 1.426 habitatges en un 32,5% hi vivien nens de menys de 18 anys, en un 38,6% hi vivien parelles casades, en un 20,5% dones solteres, i en un 36,7% no eren unitats familiars. En el 33,5% dels habitatges hi vivien persones soles el 16,2% de les quals corresponia a persones de 65 anys o més que vivien soles. El nombre mitjà de persones vivint en cada habitatge era de 2,39 i el nombre mitjà de persones que vivien en cada família era de 3,05.
Per edats la població es repartia de la següent manera: un 28,3% tenia menys de 18 anys, un 8,7% entre 18 i 24, un 23,6% entre 25 i 44, un 20,8% de 45 a 60 i un 18,7% 65 anys o més.
L'edat mediana era de 36 anys. Per cada 100 dones de 18 o més anys hi havia 76,6 homes.
La renda mediana per habitatge era de 12.988 $ i la renda mediana per família de 17.295 $. Els homes tenien una renda mediana de 21.250 $ mentre que les dones 13.250 $. La renda per capita de la població era de 9.046 $. Entorn del 37,4% de les famílies i el 45% de la població estaven per davall del llindar de pobresa.

## Poblacions més properes
El següent diagrama mostra les poblacions més properes.